# Stella Agsteribbe
Estella ("Stella") Agsteribbe (Amsterdam, 6 april 1909 – Auschwitz, 17 september 1943) was een Nederlands gymnaste van Joodse afkomst.
Ze was dochter van Samson Agsteribbe en Esterhina Frank. Ze was sinds 7 maart 1934 getrouwd met diamantsnijder Samuel Blits/Blitz. Het echtpaar woonde aan de Griftstraat in Amsterdam.
Agsteribbe turnde voor de gymnastiekvereniging BATO (GV BATO).
Zij maakte deel uit van de turnploeg (turncoach was Gerrit Kleerekoper) die goud won tijdens de Olympische Zomerspelen 1928 van Amsterdam. Deze dames waren de eerste Nederlandse vrouwelijke olympische kampioenen. Van de twaalf leden van de turnploeg waren er vijf van Joodse afkomst onder wie Estella Agsteribbe.
Agsteribbe behoorde eind jaren twintig en begin jaren dertig tot het zogenaamde keurcorps van het Koninklijke Nederlandse Gymnastiek verbond (KNGV). In die hoedanigheid was ze nog onderdeel van de selectie voor turnwedstrijden in Praag in juli 1938 (Sokolfeesten). Of ze daar ook daadwerkelijk heen ging is onbekend.
In september 1943 werden zij, haar zes jaar oude dochter Nanny en twee jaar oude zoon Alfred vermoord in Auschwitz. Haar man, Samuel Blits, werd op 28 april 1944 vermoord. Alle vier de namen komen voor op het Holocaust Namenmonument.
In Heerhugowaard is een eiland annex straat naar haar vernoemd, Stella Agsteribbeland.

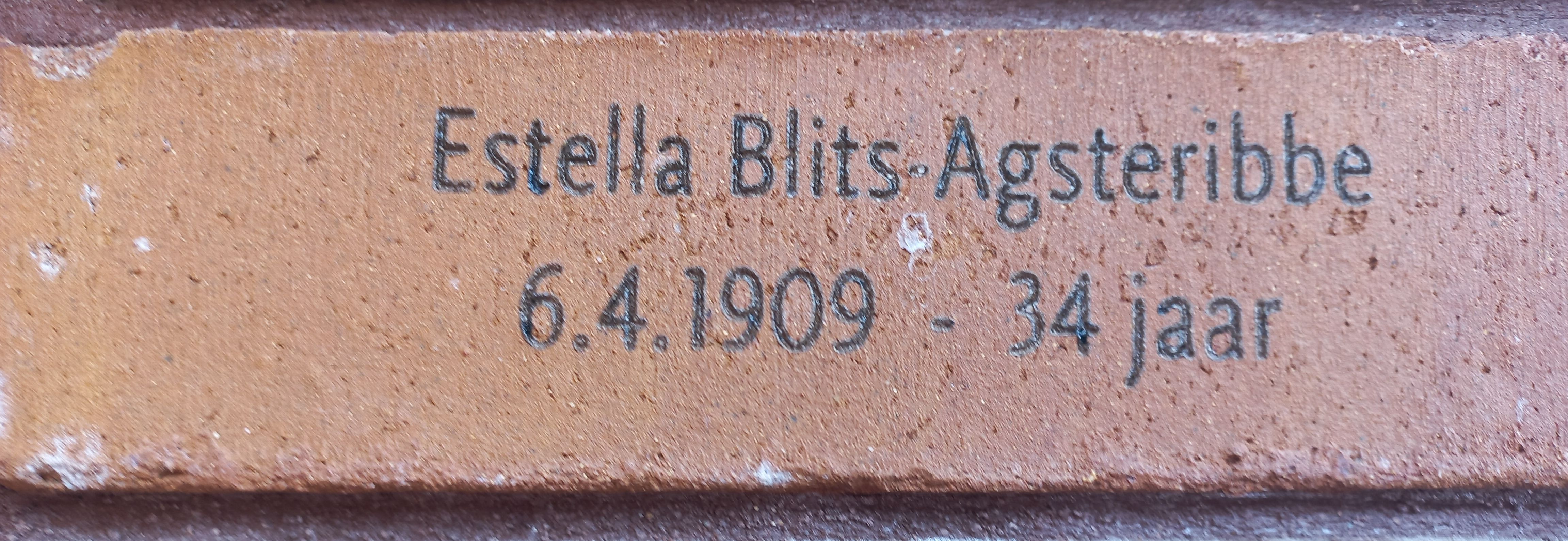
Naamsteen (april 2023)